# Predicción de interacciones proteína-proteína
La predicción de interacciones proteína proteína es un campo que combina bioinformática con biología estructural en un intento de identificar y catalogar interacciones entre pares de proteínas. La Interacciones proteína-proteína es un aspecto importante de la investigación en cascadas de señalización intracelular y para profundizar en el conocimiento de los procesos metabólicos de un organismo. Además, puede constituir un primer paso en un estudio de docking (acoplamiento molecular)

Experimentalmente, existen varias formas de investigar si dos proteínas pueden o no interaccionar. Algunas de las más usadas son la termoforesis a microescala, el fenómeno FRET, microarrays de proteínas, ensayos de doble híbrido en levadura o ensayos de coinmunoprecipitación. No obstante, la gran cantidad de proteínas presentes en una célula hace que realizar estudios de este tipo sobre potenciales parejas de proteínas interaccionantes resulte, en ocasiones, temporalmente prohibitivo. Esto ha motivado el desarrollo de algoritmos informáticos que puedan realizar un barrido sobre todas las posibles parejas de proteínas a la hora de predecir una potencial interacción.

## Métodos y herramientas
Existen numerosos aspectos relacionados con una proteína que pueden ser usados para predecir una posible interacción con una pareja. Por un lado, proteínas interaccionantes tienden a coevolucionar, lo cual permite inferir interacciones basándose en la distancia evolutiva que separa a dos proteínas de interés. Por otro lado, la funcionalidad de la proteína también puede aportar pistas, ya que será más probables que existan interacciones entre proteínas que participan en los mismos procesos biológicos. Por último, algunos complejos proteína-proteína han sido resueltos estructuralmente por cristalografía de rayos X. Esto permite obtener información sobre motivos estructurales asociados a interacción, que pueden ser empleados para predecir interacciones no descritas.

### Perfiles filogenéticos
Cuando dos proteínas han sido seleccionadas evolutivamente para interaccionar, mutaciones ventajosas en una de ellas tienden a seleccionar mutaciones en la otra proteína. Esto resulta en sendos perfiles evolutivos con ciertas similitudes. Estudiando el perfil filogenético de dos proteínas se puede obtener información sobre el grado de similitud de su historia evolutiva. Cuanto más similar sea esta, más posibilidades existen de que esas dos proteínas interaccionen.

### Identificación de patrones estructurales
Están basados en el hecho de que determinados elementos de estructura secundaria o terciaria tienden a aparecer habitualmente en interfases de interacción entre proteínas. Empleando métodos de predicción de estructura secundaria o terciaria puede buscarse si una determinada secuencia proteica tiene alguna zona con mayor tendencia a aparecer en la interfase de un complejo.

### Métodos de aprendizaje supervisados
Se basan en el empleo de redes neuronales entrenadas con pares de proteínas para las que ya se ha confirmado una interacción. A partir de ese conocimiento pueden predecirse interacciones no conocidas.

### Estadística bayesiana
La inferencia bayesiana es un método empleado para calcular la probabilidad de una hipótesis, conocidas ciertas evidencias que pueden ser consecuencia de dicha hipótesis. A la hora de tratar con una interacción entre proteínas, puede pensarse en las características moleculares de las mismas como las evidencias y en su capacidad para interaccionar como la hipótesis. Empleando esta herramienta matemática, puede calcularse la probabilidad de que las proteínas formen una interacción a partir del conocimiento de algunas de sus características.

## Relación con estudios de docking
La predicción de interacciones proteína-proteína se diferencia de la predicción de acoplamiento (docking) proteína-proteína en que la primera pretende únicamente aventurar si es posible o no la interacción entre dos proteínas dadas. El docking, por su parte, tiene por objeto una descripción estructural detallada del complejo formado por las proteínas implicadas en una interacción. Por ello, requiere trabajar con proteínas de estructura conocida y de las cuales existan evidencias de interacción. Puesto que el porcentaje de proteínas totales cuya estructura se ha resuelto tridimensionalmente es bajo, los estudios de docking entre proteínas se encuentran limitados a un ámbito reducido de casos.